# جیکوب مولشات
جیکوب مولشات (به انگلیسی: Jacob Moleschot) (۹ اوت ۱۸۲۲–۲۰ مه ۱۸۹۳) یک فیزیولوژیست و نویسنده هلندی در زمینه رژیم‌های غذایی بود. او به‌دلیل دیدگاه‌های فلسفی خود در رابطه با ماتریالیسم علمی شناخته شده‌است. مولشات، از سال ۱۸۸۴ به بعد، عضو آکادمی علوم آلمان لئوپولدینا (German Academy of Sciences Leopoldina) بود.